# Naddle Beck
Der Naddle Beck ist ein Fluss im Lake District, Cumbria, England. Der Naddle Beck entsteht als Southwaite Gill südöstlich des High Seat und westlich des Thirlmere. Wenn er in ein von den Ausläufern des Castlerigg Fells im Westen und High Rigg im Osten gebildetes Tal in der Höhe der Southwaite Farm vor dem Unterqueren der A 691 eintritt, wechselt er seinen Namen zu Naddle Beck. Der Fluss fließt über seinen gesamten Lauf in nördlicher Richtung und mündet östlich von Keswick in den River Greta.